# HED. Cycling Product
HED.Cycling Products(日:ヘッド サイクリング プロダクト)は、ミネソタ州セントポールの自転車店Grand Performanceオーナーであったスティーブ ヘッド(英:Steve Hed)により、「トライアスリートの為に現代的で手頃な価格のエアロ・ディスクホイールを作る」というコンセプトの元、1984年に誕生した自転車部品メーカーである。
ロードレースの世界ではあまり目立たないメーカーだが、トライアスリートやメッセンジャーなどシングルスピードバイクのユーザーからは絶大な人気のあるホイールブランドである。

## 歴史
- 1984年：ミネソタ州セントポールの自転車店オーナーであったスティーブ・ヘッドにより創業
- 1989年：当時、模型飛行機の製作に時間を費やし、飛行のあらゆる側面を研究していたスティーブは、従来の自転車のホイールはV字型のくさび形をしていて、空気力学上で、アドバンテージが得られていない事を発見し、リム断面がトロイダル型のHED CXを開発、60mmハイト、26mm幅という画期的なリムを設計
- 1988年：スティーブはトライアスロンの選手に空気力学的な優位性を与えるために、ウォーターボトルの収納場所をライダーの後ろ、そしてライダーが生み出す自然なスリップストリームの内側に再配置することを思いつきました。この新製品を「Tails」と名付け、シート後方用ボトルホルダーを開発。
- 1992年：スティーブ達は、初のカーボンファイバー製トロイダル型ホイールを発表しました。「ジェットスタイル・ホイール」と名付け、業界をリードするジェットシリーズの初製品となりました。
- 1995年：アメリカのマウンテンバイクブームが起こると、HEDはエアロダイナミックの専門知識をゲレンデやパークに持ち込こみ、エアロダイナミックのダウンヒルMTBとBMXホイールを発表。
- 1998年：HED社はアメリカのデュポン社と協力して、従来のスポークの代わりに3本の空力フォイルを備えたカーボンホイールという、型破りなホイールデザインを獲得しました、3本のスポークは丸みを帯びたリーディングエッジとシャープなトレーリングエッジを持ち、これまでにないパフォーマンスの優位性を生み出しました。
- 2001年：更なる製品開発を求めていたスティーブは、今度はエアロバーに目を向け、１0年以上かけてHEDサイクリングのチームは、ライダーに空力と重量の両方の利点を与えるハンドルバーを作ることに専念しました。その結果、初のカーボンエアロバーが誕生しました。
- 2007年：エアロディスク市場の原点に立ち返り、Jet Aero Discを発表。
- 2014年：創業者のスティーブ・ヘッドが仕事中に倒れ59歳で急逝。その後、妻のアン・ヘッドがCEOに就任、女性が経営する企業として成長を続け、ミネソタ州ローズビルの新しい生産施設に移転。
- 2015年：ツール・ド・フランスで、当時BMCレーシングに所属していたローハン・デニスが、タイムトライアルにてGT3を使用し、約14kmの間、平均時速55.45kmの猛烈な速さで走り、ステージを1位で終え、2015年のツール・ド・フランスで初のイエロージャージを獲得。
- 2016年：HEDとCerveloが共同開発し、P5Xの誕生。
- 2019年：HED Cycling Products incは創業35周年を迎える

## 製品の特長
リム幅が内径21mmのスーパーワイドリムになっており、28c等のタイヤを装着してもリム面とタイヤの間に隙間がなくなり空気抵抗が抑えられる様設計されており、太いタイヤまで装着可能になっている。
また、アルミリム採用の数モデルには、「カーボンクリンチャーキラー」というコンセプトの基に開発されたBLACK SERIESがあり。黒いブレーキ面はPEO処理ではなくアルマイトによるもの。加えて切削加工によって溝が設けられており、ドライコンディションでは25％、ウェットコンディションでは70％もの制動力の向上を実現しているという。

## 製品ラインナップ
2021年現在、HEDではホイールのグレードがPROとPERFORMANCEの2つに分かれており、基本的にはハブやスポークの違いだが、グラベルなどではフルカーボンリムとアルミリムとで分けられているものもある。
合わせてHEDのホイールは前後別売りされており、トライアスロンやロードレースなどの大会において使用環境に合わせホイールの選択ができるような販売方法をしている。

### ロード＋トライアスロン

#### JET SERIES・・・リムブレーキ
- JET RC BLACK SERIES(RC4、RC6、RC9)
- JET RC PERFORMANCE SERIES(RC4、RC6、RC9)
- JET RC BLACK(PERFORMANCE) Aero Disc

#### VANQUISH SERIES・・・ディスクブレーキ
- VANQUISH RC PRO SERIES(RC4、RC6、RC8、RDW)
- VANQUISH RC PERFORMANCE SERIES(RC4、RC6)

#### ARDENNES SERIES・・・リム・ディスクブレーキ
- ARDENNES RA BLACK
- ARDENNES RA PRO(リムブレーキモデル)
- ARDENNES RA PRO DISC
- ARDENNES RA PERFORMANCE DISC

### グラベル

#### EMPORIA SERIES・・・ディスクブレーキ
- EMPORIA GC3 PRO
- EMPORIA GC3 PERFORMANCE
- EMPORIA GA PRO - Silver Edition
- EMPORIA GA PRO
- EMPORIA GA PERFORMANCE

### ファットバイク

#### BIG DEAL SERIES・・・ディスクブレーキ
- BIG HALF DEAL(27.5inch)
- BIG DEAL(26inch)
- BIG ALUMINUM DEAL
- BIG HALF ALUMINUM DEAL

### トラック
- VOLO・・・Onyxハブ、ホワイトインダストリーのコグで組み合わせ
- JET TRACK(RC4、RC6、RC9)

### 過去に製造していたモデル
- GT3(フルカーボンバトンホイール)
- H3(アルミリムカーボンバトンホイール)
- STINGER(カーボンチューブラーホイール)
- RAPTOR(カーボンMTBホイール)
- JET 17inc(Alex Moulton用)

## サポートライダー
ブラッテン・カリー
クララ・ブラウン
Emilio Aguayo
Eneko Llanos
Ivan Rana Fuentes
Jocelyn McCauley
ライオネル・サンダース
Matt Hanson
Michael Weiss
ロナルド・クバ
サラ・ペレス
Sika Henry